# Sandie Shaw
Sandie Shaw, właśc. Sandra Ann Goodrich (ur. 26 lutego 1947 roku w Dagenham) – brytyjska piosenkarka.

## Życiorys
Urodziła się i dorastała w rodzinie robotniczej. Kiedy miała 17 lat, przerwała naukę w college’u, by skupić się na karierze piosenkarskiej. W 1967, reprezentując Wielką Brytanię z utworem „Puppet on a String”, zwyciężyła w finale 12. Konkursu Piosenki Eurowizji.

## Dyskografia brytyjska

### Single
(w nawiasie – miejsce na brytyjskiej liście przebojów)
- 1964 – As Long As You're Happy Baby/Ya-Ya-Da-Da
- 1964 – (There's) Always Something There to Remind Me/Don't You Know (No. 1)
- 1964 – I'd Be Far Better Off Without You/Girl Don't Come (No. 3)

(tuż po ukazaniu się singla utwory zostały zamienione miejscami)
- 1965 – I'll Stop at Nothing/You Can't Blame Him (No. 4)
- 1965 – Long Live Love/I've Heard About Him (No. 1)
- 1965 – Message Understood/Don't You Count On It (No. 6)
- 1965 – How Can You Tell/If Ever You Need Me (No. 21)
- 1966 – Tomorrow/Hurting You (No. 9)
- 1966 – Nothing Comes Easy/Stop Before You Start (No. 14)
- 1966 – Run/Long Walk Home (No. 32)
- 1966 – Think Sometimes About Me/Hide All Emotion (No. 32)
- 1967 – I Don't Need Anything/Keep In Touch (No. 50)
- 1967 – Puppet on a String/Tell The Boys (No. 1)
- 1967 – Tonight in Tokyo/You've Been Seeing Her Again (No. 21)
- 1967 – You've Not Changed/Don't Make Me Cry (No. 18)
- 1968 – Today/London (No. 27)
- 1968 – Don't Run Away/Stop
- 1968 – Show Me/One More Lie
- 1968 – Together/Turn On The Sunshine
- 1968 – Those Were the Days/Make It Go
- 1969 – Monsieur Dupont/Voice In The Crowd (No. 6)
- 1969 – Think It All Over/Send Me A Letter (No. 42)
- 1969 – Heaven Knows I'm Missing Him Now/So Many Things To Do
- 1970 – By Tomorrow/Maple Village
- 1970 – Wight Is Wight/That's the Way He's Made
- 1971 – Rose Garden/Maybe I'm Amazed
- 1971 – Show Your Face/Dear Madame
- 1972 – Where Did They Go/Look At Me
- 1972 – Father And Son/Pity The Ship Is Sinking
- 1977 – One More Night/Still So Young
- 1977 – Just a Disillusion/Your Mama Wouldn't Like It
- 1982 – Anyone Who Had a Heart/Anyone Who Had a Heart (Instrumental)
- 1983 – Wish I Was/Life Is Like A Star
- 1984 – Hand in Glove/I Don't Owe You Anything (No. 27)
- 1986 – Are You Ready to Be Heartbroken/Steven (You Don't Eat Meat) (No. 68)
- 1986 – Frederick/Go Johnny Go!
- 1988 – Please Help the Cause Against Loneliness/Lover Of The Century
- 1988 – Nothing Less Than Brilliant/I Love Peace
- 1994 – Nothing Less Than Brilliant/(There's) Always Something There to Remind Me (No. 66)

### EP
- 1964 – (There's) Always Something There to Remind Me
- 1965 – Long Live Love
- 1965 – Talk About Love
- 1966 – Message Understood
- 1966 – Tomorrow
- 1966 – Nothing Comes Easy
- 1966 – Run With Sandie
- 1967 – Sandie Shaw In French
- 1967 – Sandie Shaw In Italian
- 1967 – Tell The Boys

### Albumy
(wybór)
- 1965 – Sandie
- 1965 – Me
- 1966 – The Golden Hits of Sandie Shaw
- 1967 – Puppet on a String
- 1967 – Love Me, Please Love Me
- 1968 – The Sandie Shaw Supplement
- 1969 – Reviewing the Situation
- 1983 – Choose Life
- 1988 – Hello Angel
- 1994 – Nothing Less Than Brilliant
- 2003 – Pourvu Que Ça Dure – Chante En Français
- 2003 – La Cantante Scalza – Canta In Italiano
- 2004 – Wiedehopf Im Mai – Sandie Shaw Singt Auf Deutsch
- 2004 – Marionetas En La Cuerda – Sandie Shaw Canta En Español
- 2004 – Reviewing the Situation (wznowienie z bonusami)
- 2004 – Hello Angel (wznowienie z bonusami)
- 2004 – Nothing Comes Easy (4CD box set)
- 2005 – The Very Best of Sandie Shaw
- 2005 – Sandie/Me (wznowienie z bonusami)
- 2005 – Puppet on a String (wznowienie z bonusami)
- 2005 – Love Me, Please Love Me/The Sandie Shaw Supplement (wznowienie z bonusami)
- 2007 – The Collection